# سميح أبو كويك
سميح أبو كويك (1942-2020) سياسي فلسطيني، مواليد مدينة يافا، هُجِّر برفقة عائلته أثناء أحداث النكبة. انتمى في شبابه إلى حزب البعث العربي الاشتراكي وانخرط في نشاطاته، ثم التحق بصفوف حركة فتح عن طريق محمد غنيم عام 1960، وأصبح عضوًا في إقليم الحركة في الأردن، وانضم إلى اتحاد نقابات العمال الأردنيين، وأصبح أمين عام نقابة مستخدمي المصارف الأردنية. وهو عضو اللجنة المركزية لحركة فتح.
توفي في دمشق في 13 أيار 2020 ودفن فيها.

## حياته المهنية
درس سميح عبد القادر أبو كويك والمعروف بـ"قدري" المرحلتين الأساسية والثانوية في الأردن، وأنهى درجة البكالوريوس في الحقوق من كلية الحقوق في جامعة دمشق، ونال درجة الدكتوراه في القانون. عمل في البنك العقاري، ومارس مهنة المحاماة عام 1965. أصبح عضو في المجلس الثوري لحركة فتح أثناء حركة المقاومة في الأردن، وانتخب عضوا للجنة المركزية للحركة في المؤتمر الرابع للحركة المنعقد في العاصمة السورية دمشق عام 1980.

## حياته السياسية
عانى أبو كويك أثناء مسيرته النضالية فقد اعتقلته السلطات الأردنية بعد معركة السموع عام 1966، وتعرّض لتحقيق بتهمة انتماءه لحركة فتح والعمل في صفوفها. واعتقلته السلطات السورية بتهمة التخطيط لعملية مهاجمة فندق سميراميس في دمشق واحتجاز رهائن داخله عام 1976 ردًا على حصار مخيم تل الزعتر، وشارك في إمداد الفدائيين بالسلاح عبر الحدود الأردنية السورية وأسس مجلس القضاء الثوري الخاص بعناصر فتح وجيش التحرير، والمركز الرئيس لصوت العاصفة في جبل الجوفة في عمان والمركز الرئيس للتموين التابع للمقاومة الفلسطينية، وقسم تدريب الأشبال في المخيمات الفلسطينية.
شارك في أحداث أيلول عام 1970 ثمَّ أصبح أمين سر شؤون الأردن داخل الحركة، استقر في سوريا وتواصل سرًا مع صبري البنا، وأصبح عضوًا في اللجنة المركزية لفتح عام 1980. وشارك في الانفصال عن تيار أبوعمار داخل فتح وشارك في تأسيس تنظيم فتح الانتفاضة عام 1983 لكنَّه ما لبث أن اعتزل الحياة السياسية.